# Anacaona

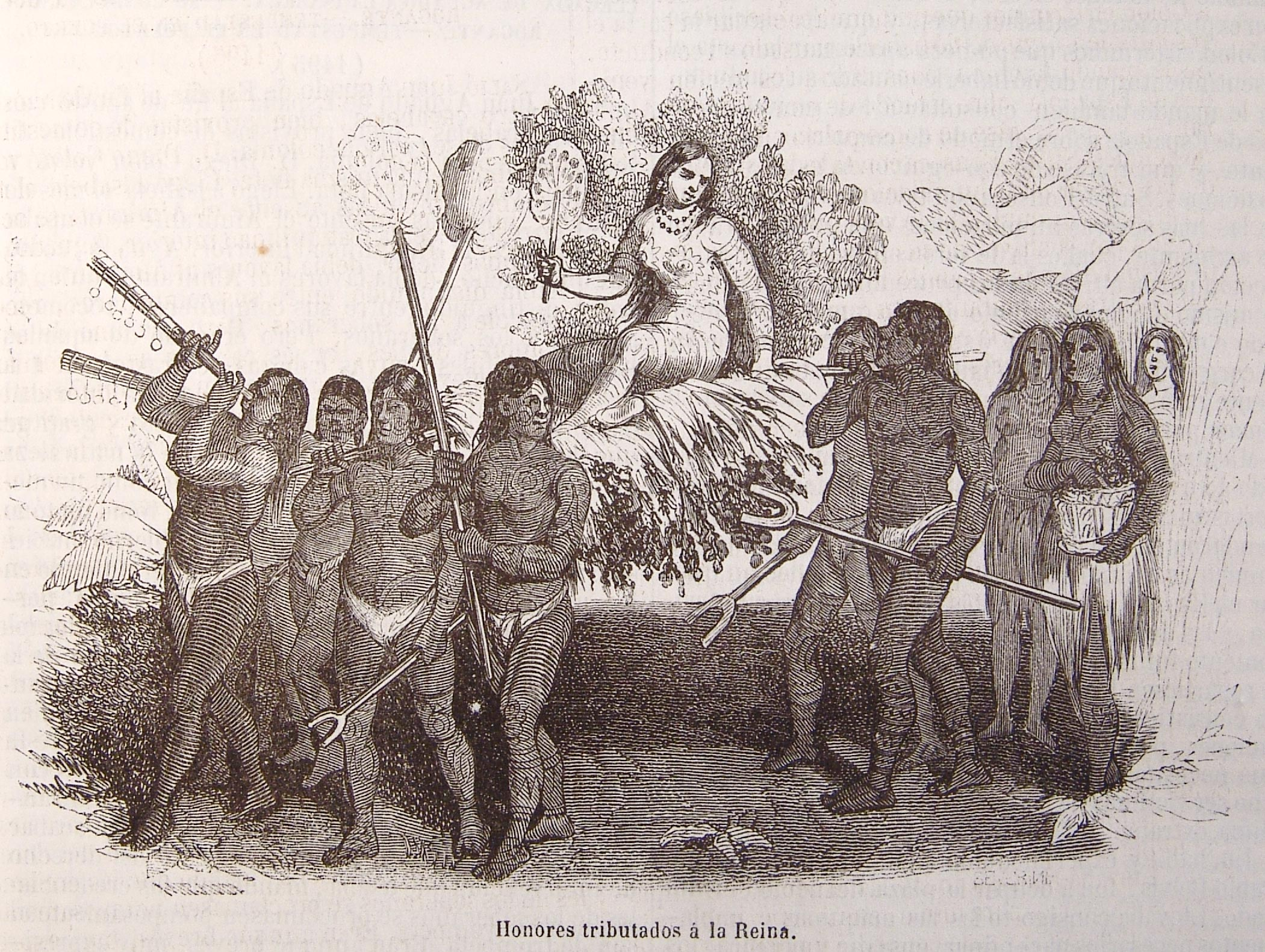
Anacaona

Anacaona (* 1464 in Yaguana, heute ein Stadtteil von Leogane, Haiti; † 1504 auf Hispaniola), auch „Goldene Blume“ genannt, war eine Königin des Volkes der Taíno. Sie war die Schwester von Behechio und Ehefrau von Caonabo, Häuptling des nahegelegenen Territoriums, die zwei der höchsten fünf Kaziken (Häuptlinge) waren, die die Insel Hispaniola regierten, als die Spanier sich ab 1492 hier ansiedelten. Sie war gefeiert als eine Komponistin von Balladen und Gedichten, die man areytos nannte.

## Leben
Während des Besuchs von Bartolomeo Kolumbus im Königreich Jaragua im Südwesten von Hispaniola spät im Jahr 1496 erwiesen sich Anacaona und ihr Bruder Behechio als gleichberechtigte Herrscher. Bei dieser Gelegenheit, die Bartolomé de las Casas in seiner Kurzen Geschichte der Zerstörung der indischen Inseln beschreibt, verlangte Kolumbus erfolgreich Tribut, der in Nahrungsmitteln und Baumwolle für die spanischen Siedler unter seinem Kommando bestehen sollte. Der Besuch soll in friedlicher Atmosphäre stattgefunden haben. Einige Monate später kam Kolumbus mit einer Karavelle zurück, um einen Teil des Tributs mitzunehmen. Anacaona und Behechio segelten nahe bei der Karavelle, nahe dem heutigen Hafen von Port-au-Prince im Golf von Gonave.
Anacaonas hoher Rang war wahrscheinlich abgeleitet von Elementen matrilinearer Abkunft in der Gesellschaft der Taíno, wie sie Peter Martyr d’Anghiera beschreibt. Taíno-Kaziken vermachten ihr Vermögen üblicherweise den ältesten Kindern ihrer Schwestern. Falls es keine Kinder von Schwestern gab, wählten sie unter den Kindern ihrer Brüder. Erst wenn auch diese nicht existierten, ging das Vermögen an ihre eigenen Kinder.
Anacaona hatte ein Kind, Higuemota, dessen Lebensdaten unbekannt sind.

## Arrest
Anacaona wurde nach dem Tod ihres Bruders Königin von Xaragua. Ihr Ehemann Caonabo, der verdächtigt war, den Angriff auf Kolumbus’ erste Siedlung La Navidad im Norden Haitis geführt zu haben, wurde von Alonso de Ojeda gefangen genommen und nach Spanien verschleppt, kam aber bei einem Schiffbruch während der Reise ums Leben. Die Taínos, die von den Kolonialisten schlecht behandelt wurden, revoltierten und führten einen langen Krieg gegen sie. Während eines Festes, das acht lokale Häuptlinge zu Ehren Anacaonas organisierten, die zu den Spaniern freundlich war, befahl der spanische Gouverneur Nicolás de Ovando, das Festhaus anzuzünden. Er nahm Anacaona und ihre Taíno-Adligen fest und ließ sie alle wegen Konspiration exekutieren. Während die anderen erschossen wurden, wurde Anacaona durch Hängen getötet. Sie wurde 39 Jahre alt.

## Vermächtnis
Anacaona wird in Haiti sehr verehrt, und viele halten sie für eine Ikone und wichtige Person in der Geschichte Haitis, in diesem Sinne für eine Gründerin der Nation. Ihr Name wurde unsterblich aufgrund der Geschichte der beiden Nationen Haiti und Santo Domingo; verschiedene Orte tragen ihren Namen. Die bekannte haitianisch-amerikanische Autorin Edwidge Danticat schrieb eine preisgekrönte Novelle zum Andenken an die ermordete Taino-Königin. Diese spielt auch in dem historischen Roman Enriquillo, leyenda histórica dominicana (1879/1882) von Manuel de Jesús Galván (1834–1910), der als Begründer des Indigenismo in Santo Domingo gilt, eine Rolle.

## Trivia
In Havanna auf Kuba gab es eine musikalische Familie Castro, deren elf Schwestern in den frühen 1930er Jahren eine auf den jungen Musikstil Son spezialisierte Band mit dem Namen Anacaona gründeten, in Erinnerung an die Taino-Königin. Sieben der Musikerinnen waren als Band Anacaona jahrzehntelang erfolgreich und kamen auf ihren Tourneen ab 1937 auch nach Europa. Teils werden sie in Anlehnung an den bekannten Film Buena Vista Sisters genannt.
An der dominikanisch-haitianischen Grenze gibt es einen kleinen Ort mit dem Namen Villa Anacaona, auf dem Teil, der über haitianisches Staatsgebiet führt, zwischen den Orten Restauración und Pedro Santana.
Judy Chicago ehrte die Königin in ihrer Installation The Dinner Party mit einer der Kacheln des Heritage Floor.